# Polonia en los Juegos Olímpicos de Sarajevo 1984
Polonia estuvo representada en los Juegos Olímpicos de Sarajevo 1984 por un total de 30 deportistas que compitieron en 6 deportes.  
El portador de la bandera en la ceremonia de apertura fue el esquiador de fondo Józef Łuszczek. El equipo olímpico polaco no obtuvo ninguna medalla en estos Juegos.